# Гаона, Роке
Роке Гаона (исп. Roque Gaona; 15 августа 1896, Асунсьон — 16 июля 1989, там же) — парагвайский политик, писатель

, поэт, журналист, публицист, редактор, дипломат. Председатель Революционной фебреристской партии (1975—1977). Один из идеологов парагвайского социализма.

## Биография
Образование получил на юридическом факультете Национального университета Асунсьона. В молодости, работал в студенческом журнале Revista Estudiantil, сотрудничал с рядом газет (El Diario , El Liberal и La Época), редактировал Febrerista Tribune в Буэнос-Айресе, газету в г. Формоса, и El Paraguay Libre в Посадасе. Был основателем и редактором El Pueblo Weekly, официального печатного органа Революционной фебреристской партии.
Занимался литературным творчеством, как поэт и прозаик.
Участник Чакской войны (1932—1935) и Февральской революции 1936 года в Парагвае, защищал социалистические идеи. В ноябре 1936 года принимал участие в создании Национального революционного союза, который позже станет Революционной фебреристской партией.
После падения революционного правительства в 1937 году находился в изгнании в Аргентине, где редактировал несколько газет. В феврале 1951 года в Буэнос-Айресе участвовал в работе учредительного конгресса по созданию Революционной фебреристской партии, стал её идеологом.
Во время диктатуры Стресснера (1954—1989) за защиту демократии Роке Гаона несколько раз был арестован и заключён в тюрьму.Прошёл через аресты и пытки. Его имя было внесено в список подлежащих ликвидации. В 1967 году был избран депутатом.
Работал прокурором по уголовным делам. Дипломат. Посол в Чили (в 1936), Боливии и Аргентине.
Один из основателей ПЕН-клуба в Парагвае, член Парагвайской академии испанского языка, национальной академии истории, академии языка гуарани, Академии политических наук Колумбийского университета в Нью-Йорке.

## Память
- В память о Роке Гаона Общество писателей Парагвая учредило премию имени Роке Гаона (Roque Gaona Award).